# Чёрный Ануй
Чёрный Ануй (алт. Чаргы-Оозы) — село в Усть-Канском районе Республики Алтай России. Административный центр Чёрноануйского сельского поселения.

## История
В Чёрном Ануе с 1914 года функционировал врачебный участок.

## География
Расположено в горно-степной зоне западной части Республики Алтай и находится у впадения в р. Ануй её притока — реки Черга.
Абсолютная высота 711 метров выше уровня моря
.
Уличная сеть
состоит из восьми географических объектов:
- Переулки: Больничный пер., Подгорный пер.
- Улицы: ул. Октябрьская, ул. Советская, ул. Тугамбаева, ул. Туганбаева, ул. Центральная, ул. Шуклина.

## Достопримечательности
В 6 км ниже села, по течению Ануя, в 1,8 км ниже её левого притока реки Каракол, расположена знаменитая Денисова пещера.

## Население
| 2009 | 2010 | 2011 | 2012 | 2013 | 2014 |
| ---- | ---- | ---- | ---- | ---- | ---- |
| 792  | ↘661 | ↘660 | ↘621 | ↘598 | ↘582 |
| 2015 | 2016 |      |      |      |      |
| ↘563 | ↗576 |      |      |      |      |

Национальный состав
Согласно результатам переписи 2002 года, в национальной структуре населения большинство составляли русские: 54 % от общей численности населения в 793 жителей

## Инфраструктура
МБОУ «Черно-Ануйская СОШ имени Героя Советского Союза К. А. Туганбаева».
Почтовое отделение ЧЕРНЫЙ АНУЙ (Центральная ул, 24).
Администрация сельского поселения.
Участковая больница (ул. Больничная, 9).
Развит туризм.
Личное подсобное хозяйство. Животноводство.

## Транспорт
Начальный пункт автодорог регионального значения «Черный Ануй — Верх-Ануй — Яконур» (идентификационный номер 84К-123) протяженностью 47,462 км и «Черный Ануй — Каракол» (идентификационный номер 84К-1243) протяженностью 16,8 км. (Постановление Правительства Республики Алтай от 12.04.2018 N 107 «Об утверждении Перечня автомобильных дорог общего пользования регионального значения Республики Алтай и признании утратившими силу некоторых постановлений Правительства Республики Алтай»).
Просёлочные дороги.